# Station Garswood
Garswood is een spoorwegstation van National Rail in St. Helens in Engeland. Het station is eigendom van Network Rail en wordt beheerd door Northern Rail. 